# Індиченко Пантелеймон Дмитрович
Пантелеймон Дмитрович Індиченко (5 серпня 1900, Пушкіне — 3 березня 1974, Київ) — український радянський правознавець, кандидат юридичних наук (з 1955 року), професор (з 1961 року), заслужений працівник вищої школи УРСР (з 1970 року).

## Біографія
Народився 5 серпня 1900 року в селі Пушкіному (тепер у складі села Оситняжки Кропивницького району Кіровоградської області). У 1927 році закінчив юридичний факультет Одеського інституту нарародного господарства, у 1933 році — Інститут червоної професури у Москві. Працював у правоохоронних і судових органах; у 1933–1941 роках — науковий співробітник Інституту юридичних наук у Харкові.
Під час німецько-радянської війни був членом, згодом — заступником голови військового трибуналу ряду фронтів. Від 1947 року — у Київському університеті: викладач, доцент, з 1949 року — декан юридичного факультету; з 1954 року завідував кафедрою державного і міжнародного права, у 1955–1965 роках — кафедрою державного і цивільного права; з 1966 року — професор кафедри цивільного права, з 1974 року — професор-консультант кафедри трудового, колгоспного і земельного права.

Могила Пантелеймона Індиченка

Помер в Києві 3 березня 1974 року. Похований на Байковому кладовищі (ділянка № 33).

## Наукова діяльність
Досліджував питання колгоспного, сільськогосподарського і земельного права. Основні праці:
- монографія «Земельне законодавство поміщицько-буржуазної Росії (1891–1917 рр.)» (1959):
- навчальний посібник «Основи земельного та колгоспного права» (1959);
- навчальний посібник «Колгоспне право» (1960);
- підручник «Радянське земельне право» (1971).